# Sex - Una commedia sentimentalmente scorretta
Sex - Una commedia sentimentalmente scorretta (Tensión sexual no resuelta) è un film del 2010 diretto da Miguel Ángel Lamata.

## Trama
Jacinta, detta Jazz, è una scrittrice che ha fatto scalpore con il suo nuovo libro "Tensione sessuale non risolta", il quale si rivelerà interessante per Celeste, che ha qualche problema con il fidanzato Juanjo, professore di letteratura all'università.
Juan, professore universitario, viene abbandonato una settimana prima del suo matrimonio. La sua fidanzata Celeste, incoraggiata dalla famosa scrittrice Jazz, cade sotto il fascino particolare di Narco, un cantante metal amante del sesso estremo. Disperato chiede al suo studente Nico, esperto di ricatto e manipolazione, di aiutarlo a svelare il segreto di questo cambiamento di atteggiamento senza sospettare che la chiave risiede nel suo passato.

## Produzione
Il budget del film è stato di 4.200.000 euro.

## Tagline
Le tagline per il film era la seguente:
- El amor es un arma de destrucción masiva
L'amore è un'arma di distruzione di massa

## Distribuzione
Il film è stato distribuito in Spagna il 18 marzo 2010 e in Russia il 25 agosto 2011, mentre in Italia è stato distribuito ben quattro anni dopo l'uscita l'8 maggio 2014 direttamente nel mercato home video per l'etichetta 30 Holding.]

## Accoglienza

### Incassi
Il film ha incassato 2.020.841 euro in Spagna.